# Andrzej Piłat
Andrzej Piłat (ur. 28 października 1945 w Sadłowie) – polski ekonomista i polityk, poseł na Sejm III i IV kadencji, w 1997 minister-członek Rady Ministrów.

## Życiorys
Ukończył w 1978 studia na Wydziale Ekonomicznym Wyższej Szkoły Nauk Społecznych przy KC PZPR. Działał m.in. w Związku Młodzieży Socjalistycznej i Związku Socjalistycznej Młodzieży Polskiej. Był także członkiem Polskiej Zjednoczonej Partii Robotniczej. Zajmował liczne kierownicze stanowiska w organizacjach gospodarczych i związkowych. Od 1995 był prezesem Krajowego Urzędu Pracy, później sekretarzem stanu w Kancelarii Prezesa Rady Ministrów. W lipcu 1997 został pełnomocnikiem rządu ds. usuwania skutków powodzi (od 29 lipca w randze ministra – członka Rady Ministrów) w rządzie Włodzimierza Cimoszewicza.
Sprawował mandat posła III i IV kadencji z ramienia Sojuszu Lewicy Demokratycznej, wybranego w okręgach płockich: nr 34 i nr 16. Od 2001 do 2004 był sekretarzem stanu w Ministerstwie Infrastruktury. W 2005 nie ubiegał się o reelekcję. Objął funkcję prezesa zarządu głównego Związku Zakładów Doskonalenia Zawodowego, trzykrotnie powoływany na członka Naczelnej Rady Zatrudnienia przy ministrze pracy i polityki społecznej z ramienia Krajowej Izby Gospodarczej, w IV kadencji rady został jej przewodniczącym. W 2013 i 2017 wybierany na wiceprezesa Krajowej Izby Gospodarczej na czteroletnie kadencje.

## Odznaczenia
W 1984 otrzymał Krzyż Kawalerski Orderu Odrodzenia Polski.